# Agoo
Agoo ist eine Stadtgemeinde in der philippinischen Provinz La Union und grenzt im Westen an das Südchinesische Meer.

## Geografie
Agoo liegt im Süden der Provinz La Union. Die Stadtgemeinde grenzt im Norden an Aringay, Tubao im Osten und Santo Tomas im Süden. Westlich von Agoo liegt der Agoo Damortis National Seashore Park und das Südchinesische Meer. Der Ort liegt etwa 35 km von der Provinzhauptstadt San Fernando sowie 35 bis 40 km von Dagupan entfernt und 235 km nördlich von Manila.
Die Fläche beträgt insgesamt 52,84 km², einschließlich der beiden umstrittenen Baranggays Leones Oeste und Leones Este mit einer Fläche von zusammen 1,66 km².
Agoo besteht im Westteil aus einer weiten Küstenebene, die 70 % der Fläche Agoos ausmacht. Der Ostteil ist charakterisiert durch hügeliges Terrain sowie einzelnen flachen Gebieten. Die ebenen Gebiete werden im Allgemeinen als Ackerfläche genutzt. In den Baranggays San Roque West und San Roque East sowie in einigen Gebieten von Santa Rita dominieren Fischteiche. Die hügeligen Gebiete sind entweder bewaldet oder werden als Weideland genutzt.

### Baranggays
Agoo ist in folgende 49 Baranggays aufgeteilt:
- Ambitacay
- Balawarte
- Capas
- Consolacion (Pob.)
- Macalva Central
- Macalva Norte
- Macalva Sur
- Nazareno
- Purok
- San Agustin East
- San Agustin Norte
- San Agustin Sur
- San Antonino
- San Antonio
- San Francisco
- San Isidro
- San Joaquin Norte
- San Joaquin Sur
- San Jose Norte
- San Jose Sur
- San Juan
- San Julian Central
- San Julian East
- San Julian Norte
- San Julian West
- San Manuel Norte
- San Manuel Sur
- San Marcos
- San Miguel
- San Nicolas Central (Pob.)
- San Nicolas East
- San Nicolas Norte (Pob.)
- San Nicolas West
- San Nicolas Sur (Pob.)
- San Pedro
- San Roque West
- San Roque East
- San Vicente Norte
- San Vicente Sur
- Santa Ana
- Santa Barbara (Pob.)
- Santa Fe
- Santa Maria
- Santa Monica
- Santa Rita (Nalinac)
- Santa Rita East
- Santa Rita Norte
- Santa Rita Sur
- Santa Rita West

## Geschichte

### Herkunft des Namens
Der Name Agoo leitet sich von der Schachtelhalmblättrigen Kasuarine (Casuarina equisetifolia L.), in der Sprache der Einheimischen aroo bezeichnet, die entlang der Bäche und Flüsse der Gemeinde vorkommt.

### Vor-spanische Geschichte
Der Ort war bereits lange vor Ankunft der Spanier im 16. Jahrhundert besiedelt. Das Gebiet Agoos wurde in mehreren Einwanderungswellen besiedelt. Die ersten Siedler in diesem Gebiet waren wahrscheinlich Negritos, die über Landbrücken aus dem Festland Asiens eingewandert waren. Mit der nächsten Einwanderungswelle kamen Proto-Malaien, die die Negritobevölkerung verdrängten. Es folgten drei Einwanderungswellen von Malaien, deren letzte, die Vorfahren der heutigen Pangasinanesen um das erste nachchristliche Jahrhundert aus dem Norden Javas eingewandert waren.
Bereits in der Zeit vor 1446 unterhielten die Bewohner Agoos Handelskontakte, zunächst mit chinesischen Händlern. Später wurden auch Handelskontakte zu japanischen Händlern aufgebaut, die in Agoo ihre erste Siedlung auf den Philippinen gründeten. Wichtigstes Handelsgut waren Tierfelle, die von den japanischen und chinesischen Händlern nach Japan exportiert wurden. Diese Handelsbeziehungen machten Agoo zu einem bedeutenden Hafen.

### Spanische Kolonialzeit
Der Norden Luzons wurde von Spaniern erstmals bei einer Expedition unter Führung Juan de Salcedos im Jahre 1572 erkundet. Diese Expedition erreichte im Juni 1572 Agoo.
Nach der Entdeckung durch Salcedo, wurde 1578 durch die beiden Franziskanermissionare Juan Bautista Lucarelli und Sebastian de Baeza eine dauerhafte Siedlung errichtet, von wo aus die umliegenden Gebiete missioniert wurden. Eine erste Franz von Assisi geweihte Kirche aus Nipa und Bambus wurde gebaut. Agoo stand bis zum Rückzug der Franziskaner im Jahre 1591 unter religiöser und politischer Verwaltung des Franziskanerordens, 1591 kam Agoo unter die religiöse und politische Verwaltung der Dominikaner.
Agoo war eine der frühesten selbstständigen Gemeinden. Der Ort wurde zum Ausgangspunkt für die Eroberung und Befriedung der Stämme in den Philippinischen Kordilleren.
Am 2. März 1850 wurde aus den nordwestlichen Gebieten Pangasinans und den Gebieten der Provinz Ilocos Sur südlich des Flusses Amburayan die Provinz La Union gegründet. Die neue Provinz bestand ursprünglich aus zwölf Stadtgemeinden, Agoo war die älteste davon. Zu diesem Zeitpunkt hatte Agoo 6936 Einwohner.

### Encomienda-System
Agoo wurde zur wahrscheinlichen einzigen königlichen Encomienda im Norden der Philippinen. 1591 existierten auf den Philippinen insgesamt 267 Encomiendas von 31 in Besitz des spanischen Königs waren.
Aufgrund des spanischen Verbots des Außenhandels verlor Agoo seine Bedeutung als wichtiger Handelsstützpunkt und Hafen. Später nach Ende des Verbots wurde Sual zum bedeutendsten Hafen im Golf von Lingayen.
Ende des 16. Jahrhunderts Anfang des 17. Jahrhunderts änderte sich die ethnische Zusammensetzung Agoos einschneidend, während Agoo 1578 als rein von Pangansinanesen bewohnter Ort beschrieben wird, wird Agoo 1620 als eine Siedlung der Ilocanos beschrieben. Als ein Grund für diese rapide Änderung der ethnischen Zusammensetzung wird das Arbeitsangebot der Hafenortes gesehen und die in der Folge die Zuwanderung arbeitssuchender Ilocanos. Bedeutender wird jedoch die Tatsache gesehen, dass nahezu alle Missionare, die nach Agoo kamen, Ilocanos waren und in ihrer eigenen Sprache missionierten, wodurch sich in der ursprünglichen Bevölkerung rasch das Ilocano durchsetzte.
Durch das Encomiendasystem mussten die einheimische Bevölkerung Tributzahlungen leisten und ihre Arbeitskraft der spanischen Regierung frei zur Verfügung stellen. Die spanischen Behörden richteten verschiedene Restriktionen und Quoten für die landwirtschaftlichen Produkte der Einheimischen ein.
1661 kam es infolge der Repressionen durch das Encomiendasystem zu einer Revolte unter der Anführung von Andres Malong. Andres Malong erklärte sich selbst zum König von Pangasinan und errichtete ein rudimentäres Verwaltungssystem. Dieser Aufstand war jedoch nur von kurzer Dauer und die Anführer der Revolte wurden entweder im Kampf getötet oder gefangen genommen und nach Niederschlagung der Revolte hingerichtet.
1796 wurde die ursprüngliche Siedlung nach der Zerstörung durch ein Erdbeben an ihrem heutigen Standort neu errichtet. In dieser Zeit entstanden mehrere Regierungsgebäude und ein neuer größerer Glockenturm.

### Von der Philippinischen Revolution bis Ende des Zweiten Weltkriegs
Im August 1896 wurde die 1892 gegründete Geheimbund Katipunan von den spanischen Behörden entdeckt, woraufhin es zur Philippinischen Revolution und zum kam und die spanische Kolonialzeit beendet wurde.
Obwohl in der Provinz La Union die Katipunan existierte, kam es während der ersten Phase der Philippinischen Revolution lediglich zu einem Feuergefecht. Bei dieser Schlacht, die rund um das Negrebcangebiet stattfand kämpften philippinische Truppen, hauptsächlich ethnische Zambales gegen die Spanier. Die Schlacht wurde von den Philippinern gewonnen, jedoch wurden aufgrund dieser Niederlage von den Spaniern 60 angebliche Katipuneros auf dem Hauptplatz der Stadt hingerichtet. Die Bewohner der Stadt erklärten daraufhin die Unterstützung der Katipunan, solange keine weiteren Feuergefechte mehr stattfinden.
Während des Philippinisch-Amerikanischen Kriegs fanden keine nachweislichen kriegerischen Handlungen in Agoo statt, jedoch wurde der Krieg von den Bewohnern Agoos unterstützt.
Nach der Befriedung der Stadt bauten die Amerikaner eine Zivilverwaltung auf. Hohe Priorität hatte das Bildungswesen, das den Kindern frei und unabhängig von der Herkunft zur Verfügung gestellt wurde. US-amerikanische Soldaten arbeiteten als Lehrer und unterrichteten die englische Sprache.
Am 22. Januar 1941 landeten japanische Truppen bei Agoo. Dies löste in der Bevölkerung eine große Fluchtbewegung aus. Viele der Bewohner flohen in die umliegenden Berge. Durch Terror, Gewaltherrschaft und Gräueltaten der japanischen Besatzer und ihrer Unterstützer regte sich Widerstand, der in Guerillaaktivitäten mündete und von vielen männlichen Einwohnern Agoos unterstützt wurde. Viele von ihnen kämpften rund um Agoo in der 121. Infanteriegruppe der Guerillabewegung. Die Guerillabewegung ging brutal gegen vermeintliche Kollaborateure vor.
1943 wurden 17 Männer aus den Dörfern Macalva und Leones (in Tubao) der Guerillazugehörigkeit verdächtigt und von den japanischen Truppen erschossen. Im Dezember 1944 kurz vor Ankunft der US-Armee waren in und um Agoo etwa 2000 japanische Soldaten stationiert. Diese zogen jedoch bereits vor Ankunft der Amerikaner ab.

### Nach dem Zweiten Weltkrieg
1947 wurde Constantino Verceles zum ersten Nachkriegs-Bürgermeister von Agoo gewählt. In den späten 1940er, 1950er und 1960er Jahren wurden zur Verbesserung des Marktzugangs zahlreiche sogenannte „Farm-to-market-Straßen“ errichtet und befestigt ausgebaut. Des Weiteren wurde ein Kraftwerk errichtet und das Masalip-Bewässerungssystem aufgebaut.
1952 wurde das Dona-Gregoria-Memorial-Krankenhaus für den Ort und die Stadtgemeinde Agoo errichtet, das nach dem Mutter des Präsidenten Elpidio Quirino Gregoria Rivera Quirino, die aus Agoo stammte.
Ebenfalls in dieser Zeit wurden Schulen und Hochschulen für den sekundären und tertiären Bildungsbereich eröffnet, darunter die South Provincial High School aus der später die Don Mariano Marcos Memorial State University hervorging.
In den 1950er Jahren wurde eine bedeutende Tabakindustrie aufgebaut. Die Tabakverarbeitung beschäftigte in den 1970er Jahren Tausende Arbeiter.
Mit der Übernahme des Bürgermeisteramts durch Nicanor Estonilo wurde die Zahl der Baranggays von 14 auf 49 erhöht.
1978 wurde einen Monat lang das 400-jährige Bestehen der Stadtgemeinde gefeiert.

## Sehenswürdigkeiten
- Die Liebfrauenbasilika mit Vorgängerkirchen aus der spanischen Kolonialzeit
- Der Imelda Park, ein Park mit einem großen Baumhaus
- Der Strand von Agoo

## Wirtschaft und Infrastruktur

### Bildung
In Agoo ist eine Staatsuniversität beheimatet, die Don Mariano Marcos Memorial State University, zwei nationale Highschools, namentlich die Elpidio Quirino National High School und die San Miguel National High School, das private Congress College, drei private Fachschulen, drei private Highschools, 23 Grundschulen und 70 Vorschulen.